# Il gemello scomodo
Il gemello scomodo (Steal Big Steal Little) è un film statunitense del 1995 diretto da Andrew Davis.

## Trama
Due gemelli, uno buono e uno cattivo, vengono adottati da una ricca vedova. Alla morte di questa il buono eredita, ma l'altro non la dà per vinta.